# Nisut Hekatawy I
Nisut Hekatawy I, llamada Tamara Logan Siuda, es la maestra espiritual de la Casa de Netjer, organización kemética ortodoxa de la misma ley instituida en 1996. En cualidad de Nisut, título que en al antiguo Egipto era asignado únicamente al faraón, es considerada la predilecta de los dioses, inspirada por el espíritu de Horus, el cual encargó que diera la luz y difundiera por el mundo los antiguos cultos de la tierra egipcia.

## Estudios y vocación
El empeño de Tamara Suda en el ámbito de la religión kemética empieza en 1988, después del diploma conseguido en el Mundelein College, en los Estados Unidos. Sucesivamente se inscribe en la facultad de egiptología del Instituto Oriental de la Universidad de Chicago, obteniendo un máster en agosto de 2000. 
Criada en una familia de metodistas en la costa occidental de Estados Unidos, la gran inspiración la encontró la joven Tamara Siuda en la Biblia, y en particular en el episodio en el cual aparece un profeta, Samuel, el cual consagró su vida al amor y a la contemplación de Dios. Particularmente significativa fue la frase: Estoy aquí, señor, ¡mándame!, del propio Samuel, que infunde a Tamara coraje y determinación suficientes para hacerla llevar a cabo lo que considera su misión.
- Datos: Q2723556